# メヘゴ
メヘゴ(Gymnosphaera metteniana)は、琉球諸島、日本、台湾、中華人民共和国南部が原産の木生シダである。湿林、森林辺縁部、丘の斜面等で育つ。幹は直立し、高さ1m、直径6-10cmになる。羽葉は三回羽状で、長さ1-2.5mである。葉柄は茶色から紫黒色で、基部が幅広の長い鱗片で覆われている。鱗片は光沢のある茶色と、縁部の淡い色の2色である。胞子嚢群は丸く、包膜を欠き、小羽片の中央脈の両側に2列に並ぶ。
種小名のmettenianaは、ヘゴ属のいくつかの種を命名したシダ類研究者であるドイツ人のゲオルク・ハインリヒ・メッテニウス（1823年-1866年）を記念して名付けられたものである。